# Yves Tomic
Yves Tomic est un historien français d'origine serbe, né à Novi Sad (Voïvodine, Serbie) en 1968.

## Biographie
Spécialiste de l'histoire de l'ex-Yougoslavie, il est l'auteur d'une monographie sur l'histoire de la Serbie aux XIXe et XXe siècles : La Serbie du prince Miloš à Milošević, Bruxelles, Peter Lang, 2003 et 2004.
Il a codirigé l'ouvrage De l’unification à l’éclatement, l’espace yougoslave, un siècle d’histoire (Nanterre, BDIC, 1998) qui accompagnait l'exposition du même nom présentée au Musée d'histoire contemporaine (Invalides, Paris) au printemps 1998. Il est le cofondateur de la revue Balkanologie et de l'Association française d'études sur les Balkans dont il a été l'un des dirigeants.
Il a été témoin expert pour le Tribunal pénal international pour l'ex-Yougoslavie dans le cadre du procès contre Vojislav Šešelj pour lequel il a rédigé un rapport : "L'idéologie grand-serbe aux XIXe et XXe siècles". Yves Tomic a été responsable du secteur Balkans à la Bibliothèque de documentation internationale contemporaine (Université Paris Ouest Nanterre La Défense) jusqu'en août 2011. Il a coécrit avec Emmanuel Hamon le film documentaire, De Sarajevo à Sarajevo (2014, co-production Cinétévé - ARTE France).
Il est l'auteur d'un article Massacres dans la Yougoslavie démembrée 1941-1945 publié sur le site de sciencespo.fr dans lequel il rapporte, d'après les sources citées par l'auteur, de nombreux massacres de civils musulmans commis par les troupes de Pavle Đurišić en janvier et février 1943.